# 1835 na Venezuela
Esta é uma cronologia dos principais fatos ocorridos no ano de 1835 na Venezuela.

## Eventos
- 6 de abril – Foi decretada a criação do cantão de Montalbán, na província de Carabobo, para 1 de janeiro do ano seguinte.

## Nascimentos
- 22 de abril – Jacinto Regino Pachano [es], militar, escritor e político (m. 1903).[1]

## Mortes
- 25 de junho – Hipólita Bolívar [es], apelidada de "Negra Hipólita" (n. 1763).